# Urszula Mniszchówna
Urszula Mniszchówna (ur. koniec lat 80. XVI w., zm. koniec 1621 lub początek 1622) – córka wojewody sandomierskiego, Jerzego Mniszcha i Jadwigi z Tarłów, starsza siostra Maryny Mniszchówny.

## Życiorys
Urszula wyszła za mąż w Samborze 19 stycznia 1603 roku, za księcia Konstantego Wiśniowieckiego. Urszula wniosła do ich małżeństwa w posagu majątek Załoźce. Ze związku Urszuli i Konstantego urodziło się troje dzieci:
- Jerzy – starosta kamionacki od 1637,
- Aleksander – rotmistrz królewski,
- Teofila – żona kasztelana wojnickiego Piotra Szyszkowskiego.

Urszula Wiśniowiecka zmarła pod koniec 1621  lub na początku 1622 roku, krótko przed mianowaniem Krzysztofa Zbaraskiego wielkim posłem do Turcji.